# Herbita fulva
Herbita fulva är en fjärilsart som beskrevs av Paul Dognin 1911. Herbita fulva ingår i släktet Herbita och familjen mätare. Inga underarter finns listade i Catalogue of Life.